# Dominik Kotarski
Dominik Kotarski (Zabok, 10 februari 2000) is een Kroatisch voetballer die als doelman speelt. Hij verruilde medio 2021 Ajax voor HNK Gorica waar hij als huurspeler uitkwam. In 2022 verkocht HNK Gorica hem direct door aan PAOK Saloniki nadat de optie tot koop gelicht werd door HNK Gorica.

## Carrière
Dominik Kotarski speelde in de jeugd van NK Tondach Bedekovčina en GNK Dinamo Zagreb, waar hij in 2017 één wedstrijd op de bank zat bij het tweede elftal, maar niet in actie kwam. In de zomerstop van 2017 werd hij voor twee miljoen euro aan AFC Ajax verkocht, maar hier sloot hij pas in 2018 aan. Hij debuteerde voor Jong Ajax op 30 maart 2018, in de met 0-3 verloren thuiswedstrijd tegen Jong PSV.

### Statistieken
| Seizoen                     | Club                 | Land           | Competitie     | Competitie | Competitie | Beker | Beker | Totaal | Totaal |
| Seizoen                     | Club                 | Land           | Competitie     | Wed.       | Dlp.       | Wed.  | Dlp.  | Wed.   | Dlp.   |
| --------------------------- | -------------------- | -------------- | -------------- | ---------- | ---------- | ----- | ----- | ------ | ------ |
| 2016/17                     | GNK Dinamo Zagreb II | Kroatië        | 2. HNL         | 0          | 0          | –     | –     | 0      | 0      |
| 2017/18                     | Jong Ajax            | Nederland      | Eerste divisie | 4          | 0          | –     | –     | 4      | 0      |
| 2018/19                     | Jong Ajax            | Nederland      | Eerste divisie | 30         | 0          | –     | –     | 30     | 0      |
| 2019/20                     | Jong Ajax            | Nederland      | Eerste divisie | 13         | 0          | –     | –     | 13     | 0      |
| 2020/21                     | Jong Ajax            | Nederland      | Eerste divisie | 13         | 0          | 0     | 0     | 13     | 0      |
| Carrièretotaal              | Carrièretotaal       | Carrièretotaal | Carrièretotaal | 60         | 0          | 0     | 0     | 60     | 0      |
| Bijgewerkt op 11 juli 2021. |                      |                |                |            |            |       |       |        |        |

## Erelijst
Als speler
| Eredivisie           | 2x | 2018/19, 2020/21 |
| KNVB beker           | 2x | 2018/19, 2020/21 |
| Johan Cruijff Schaal | 1x | 2019             |